# Списък на царете на Комагена
Това е списък на царете на древното царство Комагена в древна Сирия.

## Сатрапина Комагена, 290 – 163 пр.н.е.
- Сам 290 – 260 пр.н.е.
- Агсам I 260 – 228 пр.н.е.
- Ксеркс Арменски 228 – 201 пр.н.е.
- Птолемей 201 – 163 пр.н.е.

## Царе на Комагена, 163 пр.н.е.-72 г.
- Птолемей 163 – 130 пр.н.е.
- Сам II 130 – 109 пр.н.е.
- Митридат I 109 – 70 пр.н.е.
- Антиох I 70 – 38 пр.н.е.
- Митридат II 38 – 20 пр.н.е.
- Антиох II, 29 пр.н.е.
- Митридат III 20 – 12 пр.н.е.
- Антиох III Комагенски 12 пр.н.е.-17 г.
- Управление от Рим 17 – 38
- Антиох IV Комагенски 38 – 72 и съпруга Йотапа

През 72 г. Комагена влиза в състава на Римската империя.

## Васално царство на Рим 1 – 2 век
- Гай Юлий Антиох Епифан Филопап
- Юлия Балбила
- Гай Юлий Агрипа
- Гай Юлий Александър Беренициан
- Юлия (сестра на Беренициан), която се омъжва за консул Гай Юлий Квадрат Бас
- Йотапиан, вероятно